# 소닉 포시즈
소닉 포시즈(Sonic Forces)는 2017년에 발매된 소닉 더 헤지혹 시리즈의 신작이다. 이이즈카 타카시에 의해 시리즈 25주년 예고가 알려지면서 서서히 존재가 알려졌다. 개발 중인 본 문서의 임시 제목이었던 '소닉 2017 프로젝트'는 6월에 일본에서 개최된 '소닉 25주년 애니버서리 파티'에서 공개된 이름이다. 영미권에서는 '프로젝트 소닉 2017(Project Sonic 2017)'이라 부른다. 이후 1개월 뒤인 7월 23일에 샌디에이고에서 열린 파티에서 첫 트레일러 영상이 공개되었다. 게임 제작은 소닉 팀이 담당한다. 2017년 3월 16일에는 미국 텍사스 주에서 열린 SXSW 게이밍 2017에서 기존 트레일러 영상이 다시 공개되었는데 프로젝트명 소닉 2017 프로젝트의 공식명칭은 소닉 포시즈 (Sonic Forces)로 확정되었고 전작과 달리 새롭게 개발된 헤지혹 엔진2 로 플레이하는 영상까지 공개되었다. 또한 세가측은 한국어를 정식 지원하고, 11개의 언어를 포함하였다. 세가 지사 공식 유튜브 계정에서 발표된 일본어버전 스토리 트레일러에서 전세계 발매일은 11월 9일로 발표되었다. 또한 예약 구매일을 발표하였고 소닉 더 헤지혹 공식 유튜브 계정에서 예약 구매자 또는 일반 구매자들에게도 상관없이 첫번째 DLC 에피소드 셰도우가 무료로 배포된다.
현재 닌텐도 스위치, 플레이스테이션 4, XBOX ONE, PC용으로 발매된다.

## 스토리
현재 소닉 더 헤지호그 공식 트레일러를 보면 소닉 더 헤지호그: 넥스트 제너레이션즈의 크라이시스 시티와 같이 파괴된 도시와 광부용 모자를 쓴 로봇이 등장하는데, 이 때 화면에 나타나는 첫 문구가 'IN THE DARKEST OF TIMES'인 것을 보아 게임의 배경은 소닉 더 헤지혹 시리즈 역사상 가장 어둡다고 추측할 수 있다는 의견이 있다. 이 트레일러에서는 소닉 제너레이션즈의 클래식 시리즈의 소닉이 나오며, 모던 소닉의 경우 소닉 로스트 월드와 같이 스핀 대시를 사용하고 클래식 소닉과 같은 부스트 음향을 사용한다. 또한 영상 마지막에 JOIN THE RESISTANCE(저항군에 동참하라)라는 문구가 나온다.
이이즈카 타카시의 말에 따르면, 이 게임은 기존 게임의 후속작이 아닌 완전한 신작이라고 한다. 일단 다른 스타일의 소닉들을 조작한다는 기획 자체는 소닉 제너레이션즈와 동일하므로, 스토리적으로 완전 신작이라는 의미로 해석이 가능하다는 의견이 있다.
2017년 1월에 발매된 닌텐도 드림에서는 소닉 마니아와 이 게임을 소개하는 부분이 수록되어, 몇 가지 새로운 정보가 알려졌다. 우선 플레이 가능 인원수는 1명으로 소닉 마니아와 달리 싱글플레이이다. 또한 게임의 장르는 동굴 탐험 액션 어드벤처이다. 더불어 첫 트레일러에 등장한 로봇이 닥터 에그맨의 데스 에그 로봇이 맞다는 것도 확인되었다.
현재 공개된 정보로는 닥터 에그맨이 전 세계의 99%를 정복한 상태이고, 소닉과 동료들은 그에 저항하는 세력이라고 한다. 또한 모던 소닉, 클래식 소닉 외에 제 3의 게임플레이를 제공하는데, 그것이 어떠한지, 또 어떤 캐릭터인지는 불명이다. 현재 캐릭터의 실루엣만이 공개된 상태이다.
5월 17일에는 E3 2017에 공개예정이었던 새로운 트레일러와 게임 플레이 영상이 소닉 팬들을 위해 공개했다. 그 제 3의 캐릭터의 정체는 자신이 만드는 커스텀 히어로였다. 플레이어가 직접 어떤 동물과 어떤 타입으로 된 캐릭터를 만들 수 있고 원하는 기어들도 설정할 수 있다.

## 컨트롤
현재 소닉의 기능 중에는 잠시 대기했다 달리는 '스핀 대시', '슬라이드' 등이 포함되어 있으며, 부스트기능을 포함하고 있다. 신규로 클래식 소닉전용 기술인 소닉 매니아에서 사용된 드롭 대시가 추가되었다. 호밍어택과 위스프 캡슐이 소닉 컬러즈에 이어 재등장한다. 지면에서는 대시 패널 대신 부스터가 사용되며 기존의 드림캐스트 소닉 시리즈에 사용되었던 요소들이 재등장하였다.

## 캐릭터

### 레지스탕스
소닉 더 헤지혹/모던
성우 - 카네마루 준이치/로저 크레이그 스미스
모던 소닉의 게임스타일을 가지는 캐릭터.
소닉 더 헤지혹/클래식
성우-없음
클래식 소닉의 게임스타일을 가지는 캐릭터.
아바타
성우-불명
제 3의 게임스타일을 가지는 캐릭터. 아바타는 자신이 원하는 종족, 색, 악세사리 등을 정할 수 있으며, 종족에 따라 능력도 바뀐다. 와이어 장치와 소닉 컬러즈의 위스프의 힘을 이용하는 '위스폰'을 무기로 사용한다.
에그맨에 의해 정복된 시가지의 생존자 중 하나로, 소닉에 의해 구출되어 레지스탕스에 합류하게 된다. 소닉은 아이보(동료, 相棒)/파트너(Partner)라고 부르며, 너클즈는 신입/루키(Lookie)라고 칭한다.
마일즈 "테일즈" 파우어
성우 - 히로하시 료/콜린 오쇼너시
레지스탕스의 일원.
너클즈 디 에키드나
성우 - 칸나 노부토시/트레비스 월링햄
레지스탕스의 대대장.
에이미 로즈
성우-카와타 타에코/신디 로빈슨
레지스탕스의 일원.
벡터 더 크로커다일
성우-미야케 켄타/키스 실버스틴
레지스탕스의 일원.
에스피오 더 카멜레온
성우-마스다 유우키/매튜 머서
레지스탕스의 일원.
챠미 비
성우-텟포즈카 요코/콜린 오쇼너시
레지스탕스의 일원.
실버 더 헤지혹
성우-오노 다이스케/퀸턴 플린
레지스탕스의 일원.
루즈 더 뱃
성우-오치아이 루미/캐런 스트래스먼
레지스탕스의 일원.
E-123 오메가
성우-쿠스노키 타이텐/빅 믹노그나
현재 정보 불명. 고장나 있는 상태로 트레일러에 등장했다.
솔저
성우-불명
레지스탕스의 일원.

### 에그맨 군단
닥터 에그맨
성우-나카무라 코타로/마이크 폴록
에그맨 군단의 보스이며, 전 세계의 99%를 지배하는 데 성공했다. 섀도, 메탈 소닉, 자보크, 카오스, 인피닛을 자신의 군단으로 소집했다. 현재 모든 캐릭터의 소집 사유는 불명.
섀도 더 헤지호그
성우-유사 코지/커크 손턴
인피니트의 힘으로 만들어진 가짜 섀도.(진짜 섀도는 레지스탕스 편.)
DLC인 '에피소드 섀도'에서 플레이어블 캐릭터로 등장하며, 기존 스테이지 10개와 신규 스테이지 3개를 섀도로 플레이할 수 있다.
메탈 소닉
성우-없음
인피니트의 힘으로 만들어진 가짜 메탈 소닉.
자보크
성우-나카타 조지/트레비스 월링햄
인피니트의 힘으로 만들어진 가짜 자보크.
카오스
성우-없음
인피니트의 힘으로 만들어진 가짜 카오스.
인피니트
성우-곤도 타카시/리암 오브라이언
닥터 에그맨이 만든 인공 생물체. 에그맨 군단의 일원. 에그맨 군단을 통솔하는 역할을 맡고 있다.

## 평가
| 평가 |                                                    |
| --- | -------------------------------------------------- |
| 통합 점수 통합사 점수 메타크리틱 (PC) 56/100 [ 1 ] (NS) 57/100 [ 2 ] (PS4) 57/100 [ 3 ] (XONE) 64/100 [ 4 ] 평론 점수 평론사 점수 디스트럭토이드 5.5/10 [ 5 ] 패미츠 35/40 [ 6 ] 게임 인포머 6.5/10 [ 7 ] 게임스팟 5/10 [ 8 ] 게임스레이더+ [ 9 ] IGN 6.9/10 [ 10 ] 닌텐도 라이프 6/10 [ 11 ] 폴리곤 5/10 [ 12 ] |                                                    |
| 통합 점수 |                                                    |
| 통합사 | 점수                                               |
| 메타크리틱 | (PC) 56/100 (NS) 57/100 (PS4) 57/100 (XONE) 64/100 |
| 평론 점수 |                                                    |
| 평론사 | 점수                                               |
| 디스트럭토이드 | 5.5/10                                             |
| 패미츠 | 35/40                                              |
| 게임 인포머 | 6.5/10                                             |
| 게임스팟 | 5/10                                               |
| 게임스레이더+ | [ 9 ]                                              |
| IGN | 6.9/10                                             |
| 닌텐도 라이프 | 6/10                                               |
| 폴리곤 | 5/10                                               |

### 플레이 영상들
- 세가 사의 프리뷰 플레이

### 프로모션 영상
- 세가 유럽 지부의 영상